# عراكبي السيفية (لودر)

تعديل مصدري - تعديل

عراكبي السيفية هي إحدى قرى عزلة زارة بمديرية لودر التابعة لمحافظة أبين، بلغ تعداد سكانها 32 نسمة حسب تعداد اليمن لعام 2004.